# Vogrinc
Vogrinc je priimek več znanih Slovencev:
- Bojan Vogrinc (*1964), polkovnik SV
- France Vogrinc (1907—1984), novinar
- Janez Voginc, pedagoški metodolog, univ. prof.
- Jože Vogrinc (1925—1987), pedagog, matematik
- Jože Vogrinc (*1953), sociolog in publicist
- Jožica Vogrinc (*1935), knjižničarka, pesnica
- Marko Vogrinc - Mare (*1977), pevec
- Roman Voginc, pedagog, šolnik
- Urša Vogrinc Javoršek, lektorica, prevajalka